# Gymnopleurus qurosh
Gymnopleurus qurosh es una especie de escarabajo del género Gymnopleurus, familia Scarabaeidae. Fue descrita científicamente por Montreuil en 2011.
Se distribuye por la región paleártica. Habita en Irán.